# Mehmetia retrorsa
Mehmetia retrorsa är en tvåvingeart som först beskrevs av Townsend 1931.  Mehmetia retrorsa ingår i släktet Mehmetia och familjen parasitflugor.
Artens utbredningsområde är Peru. Inga underarter finns listade i Catalogue of Life.